# Yuri Kondratyuk
Yuri Vasilievich Kondratyuk  (nome real: Aleksandr Ignatyevich Shargei, em russo:  Алекса́ндр Игна́тьевич Шарге́й) (21 de junho de 1897 - ? de fevereiro de 1942) foi um engenheiro e matemático. Ele foi um pioneiro da cosmonáutica e viagem espacial, um teórico e um visionário que, no começo do século 20, desenvolveu a primeira proposta de encontro orbital lunar, um conceito chave para pouso e retorno de uma nave da Terra até a Lua. O conceito foi posteriormente usado no planejamento da primeira missão tripulada à Lua. Muitos outros aspectos do voo espacial e exploração espacial são abordados em seus trabalhos.
Kondratyuk realizou suas descobertas científicas em circunstâncias de guerra, várias perseguições das autoridades e doenças.
"Yuri Kondratyuk" é uma identidade roubada na qual o autor esteve se escondendo após a Revolução Russa e se tornou conhecido pela comunidade científica.

## Biografia e pesquisa

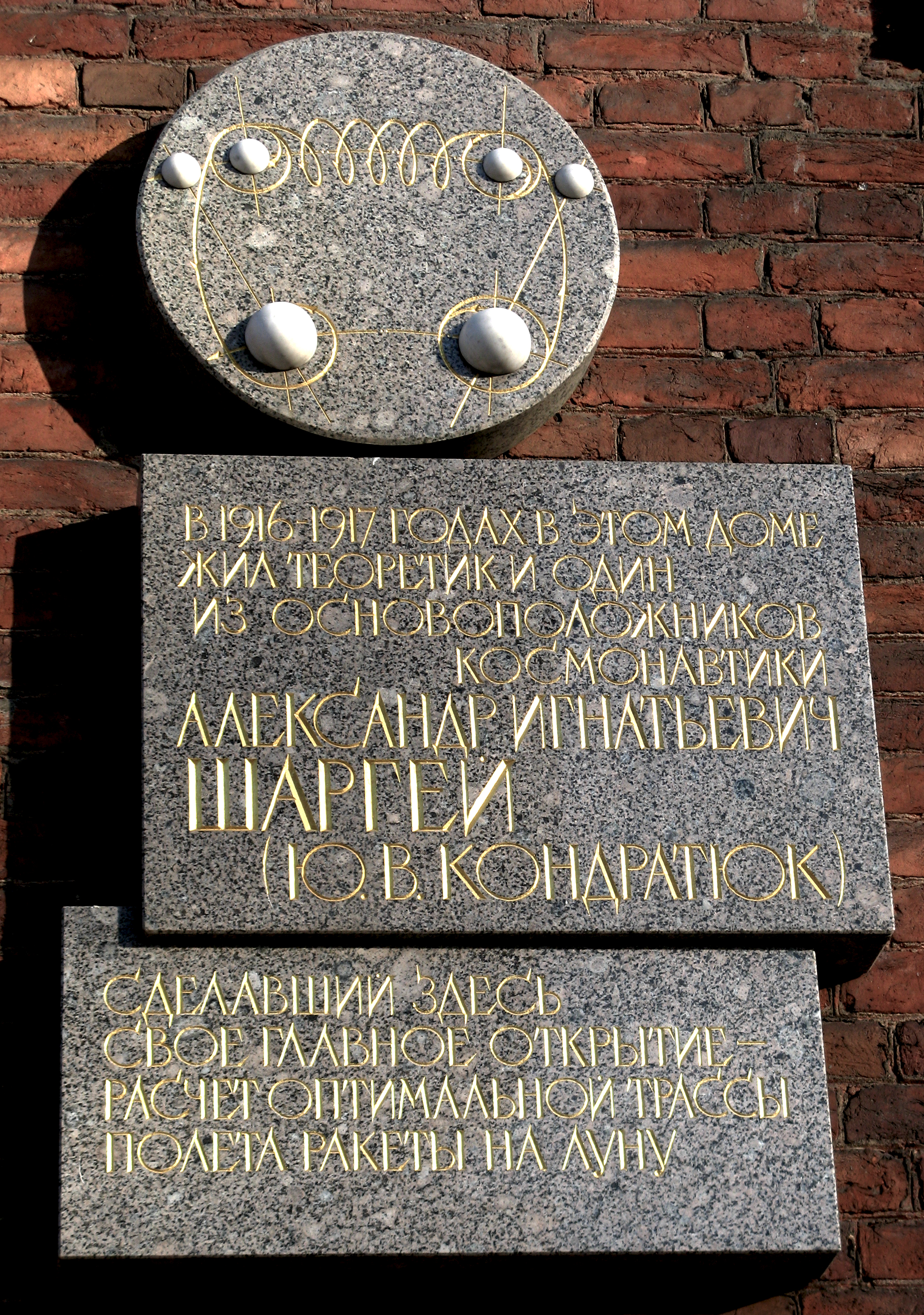
O título na placa memorial: "Yuri Kondratyuk viveu nesta casa"

### Juventude
Kondratyuk nasceu como Aleksandr Ignatyevich Shargei no ano de 1897 em Poltava, Império Russo (atual Ucrânia), apesar de sua família ter originalmente vivido em Kiev. Seu pai, Ignat Benediktovich Shargei, estudou física e matemática na Universidade de Kiev na época em que se casou. Sua mãe, Lyudmila Lvovna Schlippenbach, ensinou Francês na escola de Kiev e provavelmente já estava gravida quando se casou em janeiro de 1897. Ela é uma descendente direta de Wolmar Anton von Schlippenbach, um general que participou da invasão fracassada da Rússia realizada por Carlos XII da Suécia. Seu avô, Anton von Schlippenbach, foi um tenente coronel do Exército Russo e participou das guerras Napoleônicas. Aleksandr viveu em grande parte com sua avó e seu marido em Poltava.
Desde jovem, Kondratyuk esteve fascinado pelos livros do seu pai sobre física e matemática e ainda demonstrou grandes habilidades nessas áreas. Quando tinha idade para entrar no ensino médio, ele foi aceito logo numa escola prestigiosa, onde se formou com uma medalha de ouro por proficiência alguns anos depois.

### Ensino superior e 1ª Guerra Mundial
Posteriormente Kondratyuk entrou na Great Polytechnic in Petrograd para estudar engenharia, onde foi influenciado por Ivan Meshcherskiy. Logo ele foi convocado pelo exército no começo da 1ª Guerra Mundial e se chegou a ser oficial de mandato. Durante seu serviço na Frente Caucasiana, Kondratyuk preencheu quatro cadernos com suas ideias sobre voo interplanetário. Entre elas estavam o uso duma nave modular para alcançar a Lua, deixar a seção de propulsão do veículo em órbita, enquanto um aterrissador menor viajaria para a superfície e de volta (uma estratégia eventualmente adotada pelos engenheiros do programa Apollo). Ele incluiu cálculos detalhados da trajetória para levar uma nave da órbita terrestre à órbita lunar e de volta, tal trajetória conhecida hoje como "rota do Kondratyuk" ou "loop do Kondratyuk".

### Primeiros anos na União Soviética
Kondratyuk deixou o exército em 1917 após a Revolução Russa e tentou trabalhar guardando caldeiras em Poltava. Como um ex-oficial local do Exército Tsarista, ele tinha um grande risco de ser preso pelas autoridades Bolcheviques como um inimigo do povo. No ano seguinte, kondratyuk tentou escapar para a Polônia, mas foi impedido e retornado pelos guardas da fronteira.[carece de fontes?] Ele foi cuidado por uma vizinha e por conselho de amigos, decidiu fugir para outro lugar. Seus amigos conseguiram documentos de identificação falsificados com o nome de Yuri Vasilievich Kondratyuk, nascido em Lutsk em 1900 (que na verdade havia morrido de tuberculose em 1921). Com essa identidade nova, Kondratyuk viveu em e ao redor de Kuban e no Cáucaso do Norte, trabalhando como mecânico e como trabalhador ferroviário. Ele se baseou em Novosibirsk, na Sibéria, em 1927.

### Primeiro livro, engenharia e prisão
Quanto trabalhava como um mecânico, ele completou o manuscrito de um livro chamado "Conquista do Espaço Interplanetário", lidando com o movimento de foguetes e problemas relacionados com a colonização espacial. Ele também sugeriu o uso de um estilingue gravitacional para acelerar uma nave. Em 1925, Kondratyuk entrou em contato com Vladimir Petrovich Vetchinkin e mandou-lhe o manuscrito. Até então, ele e seu trabalho eram desconhecidos entre fogueteiros. Enquanto o livro tenha sido bem recebido entre os cientistas de Moscou, nenhuma editora iria lidar com tal trabalho. Eventualmente, Kondratyuk pagou para uma editora em Novosibirsk para produzir 2 mil cópias do livro de 72 páginas e até teve de fazer sozinho muito da composição e operação da imprensa sozinho, tanto para evitar o aumento de custo e porque as equações do livro criavam problemas para a editora. Suas descobertas foram feitas independentes de Konstantin Tsiolkovski, que também trabalhava com os problemas do voo espacial na época; eles nunca se conheceram. 
Ao aplicar suas habilidades como engenheiro para os problemas locais, Kondratyuk projetou um elevador de grãos de 13 mil toneladas (que foi rapidamente apelidado de "Mastodonte") em Kamen-na-Obi, feito de madeira e sem um único prego, devido a falta do metal na Sibéria. Essa ingenuidade iria se virar contra ele quando, em 1930, ele foi investigado como um "sabotador" pela NKVD. A falta de pregos na estrutura foi usada como evidência de que ele havia planejado o colapso do edifício. Sentenciado por atividade anti-Soviética, ele foi sentenciado a três anos no Gulag, mas devido aos seus talentos ele foi enviado ao Sharashka (prisão-instituição de pesquisa) em vez de um campo de trabalho. Lá, ele teve de avaliar a maquinaria de uma mineira de carvão estrangeira para uso em Kuzbass e rapidamente impressionou o supervisor com sua ingenuidade. Por pedido do supervisor, em novembro de 1931 uma equipe de revisão mudou o status do Kondratyuk de "prisioneiro" para "exilado" e mandou-lhe trabalhar em projetos de grãos da Sibéria.

### Pesquisa sobre energia eólica pós-prisão
Kondratyuk ficou sabendo sobre uma competição para projetar um imenso gerador de energia eólica para a Criméia, patrocinado por Sergo Ordjonikidze, então People's Commissar para Indústria Pesada. Com os exilados Pyotr Gorchakov e Nikolai Nikitin, Kondratyuk enviou um projeto para uma torre de concreto de 165 metros de altura que apoie uma hélice de quatro lâminas com 80 metros de extensão e capaz de gerar mais de 12 mil kW. Em novembro de 1932, Ordjonikidze selecionou esse projeto como vencedor e convidou a equipe para se encontrar com ele em Moscou antes de enviá-los à Carcóvia para terminarem o projeto e supervisionarem sua construção. Enquanto em Moscou, Kondratyuk teve a chance de conhecer Sergei Korolev, então chefe da GEPR. Korolev ofereceu uma posição em sua equipe, mas Kondratyuk recusou, temendo que o escrutínio que ocorreria na NKVD revelaria sua verdadeira identidade.
Kondratyuk, Gorchakov e Nikitin trabalharam no projeto pelos próximos quatro anos até a morte misteriosa de Ordzhonikidze em 1937. Durante a noite, o projeto foi considerado tanto caro e perigoso, então foi desligado com a torre semi construída. Nikitin posteriormente usaria sua experiência nesse projeto ao projetar a Torre Ostankino nos anos 60. Enquanto isso, eles foram trabalhar projetando aerogeradores menores (entre 150 e 200 kW) para fazendas. Durante essa época, Kondratyuk soube sobre a prisão de Korolev sobre acusações de traição ao perder tempo projetando naves espaciais. Imediatamente ele decidiu abrir mão de suas notas sobre o assunto. Sua vizinha em Novosibirsk que havia cuidado dele após seu episódio de tifo concordou em ficar com seus cadernos e eventualmente os levou aos Estados Unidos quando ela escapou com sua filha seguindo a Segunda Guerra Mundial. Ele também enviou uma cópia de seu trabalho publicado para o Museu Tsiolkovsky em Kaluga.

### Segunda Guerra Mundial e morte
Kondratyuk se juntou ao Exército Vermelho como um voluntário em junho de 1941 e morreu em 1942 perto de Kaluga. As circunstâncias exatas de sua morte são desconhecidas. Sua unidade esteve envolvida na luta contra os Nazistas em outubro de 1941 as vezes, o dia 3 de outubro é dado como a data de sua morte. Evidência coletada nos anos 90 sugere que ele desapareceu em janeiro ou fevereiro de 1942, enquanto reparava um cabo de comunicações de noite, perto de Zasetski.